# NGC 741
NGC 741 é uma galáxia elíptica (E) localizada na direcção da constelação de Pisces. Possui uma declinação de +05° 37' 43" e uma ascensão recta de 1 horas, 56 minutos e 20,9 segundos.
A galáxia NGC 741 foi descoberta em 13 de Dezembro de 1784 por William Herschel.